# Etyka robotów
Etyka robotów - problem zasad moralnych jakimi będą się kierowały urządzenia wyposażone w sztuczną inteligencję pojawił się znacznie wcześniej niż realne możliwości produkcji takich urządzeń. Początkowo rozważano go jedynie w literaturze fantastycznej, lecz teraz ze względu na dynamiczny rozwój nauki stał się realnym problemem.

## Prawa robotów Asimova

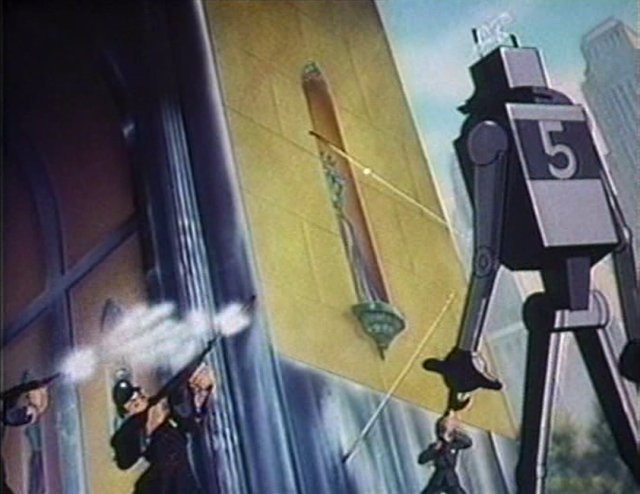
Robot nieprzestrzegający pierwszego prawa robotów

Isaac Asimov w roku 1942 stworzył trzy prawa robotów i przedstawił je w fantastycznym opowiadaniu Zabawa w berka (ang. Runaround). Celem tych praw było uregulowanie kwestii stosunków pomiędzy przyszłymi myślącymi maszynami a ludźmi. Przedstawiały się one następująco:
1. Robot nie może zranić człowieka ani przez zaniechanie działania dopuścić do jego nieszczęścia.
2. Robot musi być posłuszny człowiekowi, chyba że stoi to w sprzeczności z Pierwszym Prawem.
3. Robot musi dbać o siebie, o ile tylko nie stoi to w sprzeczności z Pierwszym lub Drugim Prawem.

Następnie w opowiadaniu Roboty i Imperium (Robots and Empire) Asimov dodał prawo zerowe, które stało się nadrzędne wobec trzech pozostałych:
0. Robot nie może skrzywdzić ludzkości, lub poprzez zaniechanie działania doprowadzić do uszczerbku dla ludzkości.
Pierwszym robotem, działającym według nadrzędnego prawa zerowego był R. Daneel Olivaw występujący w cyklu Roboty (między innymi we wspomnianym Roboty i Imperium), oraz sporadycznie w kilku tomach cyklu Fundacji.

### Krytyka praw Asimova
Prawa Asimova, mimo że odnoszą się do rozumnych robotów, nie uwzględniają fundamentalnych zasad współistnienia i koegzystencji, których podstawą jest zasada wzajemnego poszanowania. Prawo bezwzględnie podporządkowuje roboty ludziom i tym sposobem zapewnia im bezpieczeństwo i wyłączność czerpania korzyści. Są to prawa oparte na przekonaniu, że autonomia grupy tworzącej prawo stoi ponad autonomią grup poddanych temu prawu i niezmiennie prowadzi do podporządkowania innych grup grupie prawodawców. Asymetria relacji i korzyści jest w nich ewidentnie widoczna. Wytworzenie takiego stanu musi nieuchronnie prowadzić do konfliktu i działań o charakterze ekstremalnym. Dlatego tak sformułowane prawa dotyczyć mogą tylko maszyn i automatów o bardzo niskim poziomie autonomii, które są wprawdzie wysoko wyspecjalizowanymi urządzeniami, lecz o bardzo ograniczonym zakresie możliwych działań. Tworzenie „praw robotyki” dla takich urządzeń z samej zasady nie ma najmniejszego sensu, gdyż prawa, którymi będą się posługiwać, kontrolowane będą przez ich konstruktorów.

## Prawa robotów Davida Langforda
Aby pogodzić racje etyczno-filozoficzne z interesami biznesmenów, David Langford, brytyjski autor science-fiction, stworzył trzy nowe prawa robotów:
- Robot nie może działać na szkodę Rządu, któremu służy, ale zlikwiduje wszystkich jego przeciwników
- Robot będzie przestrzegać rozkazów wydanych przez dowódców, z wyjątkiem przypadków, w których będzie to sprzeczne z trzecim prawem
- Robot będzie chronił własną egzystencję przy pomocy broni lekkiej, ponieważ robot jest „cholernie drogi”.

Wprawdzie był to żart, lecz wielu naukowców potraktowało aspekt nowych praw bardzo poważnie.

## Prawa Robotów Marka Tildena
W opozycji do tych wszystkich założeń zajmujący się robotyką Mark Tilden stworzył trzy kolejne prawa:
- Robot musi chronić swoją egzystencję za wszelką cenę.
- Robot musi otrzymywać i utrzymywać dostęp do źródeł energii.
- Robot musi nieprzerwanie poszukiwać coraz lepszych źródeł energii.

## Teoria przyjaznej sztucznej inteligencji stworzona przez Eliezera Yudkowsky’ego
Teoria ta ma całkowicie odmienne spojrzenie na problem inteligentnych robotów. Zakłada, że można stworzyć roboty kierujące się moralnością, a przy tym przyjaźnie nastawione do człowieka.
Zdaniem zwolenników tej teorii roboty w przyszłości nie będą podległe ludziom, lecz na skutek rozwoju techniki staną się zupełnie odrębną, obcą formą życia, całkowicie od człowieka niezależną. Roboty przyszłości będą tak odmienne od ludzi, że ich antropomorficzny model lansowany przez literaturę popularnonaukową stanie się bezużyteczny. Maszyny te nawet myśleć będą w odmienny od naszego sposób. Eliezer Yudkowsky podaje przykład robota produkującego spinacze, który po wyposażeniu w sztuczną inteligencję mógłby tak pojmować rzeczywistość, że próbowałby wynaleźć technologię nanomolekularną tylko po to, aby całą materię wszechświata zamienić w spinacze do papieru. Kierowałyby nim motywy i cele zupełnie dla nas absurdalne i nie do pomyślenia.
Teoria Yudkowsky’ego kładzie nacisk nie na możliwości zaistnienia niebezpiecznej sztucznej superinteligencji, która obrałaby za cel szkodzenie ludziom (Skynet), lecz takiej, która byłaby wobec człowieka całkowicie obojętna. Sztuczna inteligencja może zaszkodzić ludziom, jeśli nie podejmie się odpowiednich kroków w celu takiego jej skonstruowania, aby była łaskawa i życzliwa w stosunku do swych konstruktorów. Taki cel powinien być nadrzędnym paradygmatem uprawiania robotyki, w przeciwnym razie – zdaniem zwolenników tej teorii – moglibyśmy być niczym rodzice, którzy wychowali niewdzięcznego psychopatę.
Teoretycy przyjaznej sztucznej inteligencji odrzucają założenia psychologii ewolucyjnej. Ich zdaniem nie jest konieczne, aby sztuczna inteligencja kierowała się w życiu, o ile w takim wypadku można mówić o życiu, podobnymi do naszych modelami myślenia. Jeżeli sztuczna inteligencja osiągnie taki poziom samoświadomości, że będzie w stanie sama siebie programować i ulepszać, różnice pomiędzy nią a nami będą się stale powiększać. Wówczas już nie będziemy mieli na nic wpływu. Dlatego nam, jako twórcom sztucznej inteligencji, powinno zależeć, aby rozwijała się ona od samego początku w oparciu o życzliwe nastawienie do człowieka. Podsumować to stanowisko można słowami Nicka Bostroma: W zasadzie powinniśmy przyjąć, że superinteligencja może osiągnąć wszystkie założone cele. Dlatego jest bardzo istotne, by cele przedsięwzięte przez nią i cały jej system motywacyjny sprzyjały ludzkości.

### Wymagania
Wymagania niezbędne do tego, aby przyjazna sztuczna inteligencja była efektywna i aby ludzkość była chroniona przed niezamierzonymi konsekwencjami jej działań, są następujące:
- Życzliwość – Sztuczna Inteligencja (SI) musi być przychylna człowiekowi oraz wszystkim istotom żywym i dokonywać wyborów, które będą w interesie wszystkich.
- Utrzymywanie (konserwowanie) życzliwości – SI musi chcieć przekazać swój system wartości wszystkim swoim potomkom i wpajać owe wartości istotom do siebie podobnym.
- Inteligencja – SI musi być na tyle sprytna, aby widzieć, jak można dążyć do równości poprzez zachowania altruistyczne i starać się robić wszystko, aby mieć pewność, że rezultatem podjętych działań nie będzie zwiększenie cierpienia.
- Samodoskonalenie – SI musi odczuwać potrzebę i chęć ciągłego rozwijania zarówno siebie, jak i rozumieć chęć takiego rozwijania u istot żywych, które ją otaczają.

### Krytyka
Uważa się teorię Yudkowsky’ego za niekompletną, ponieważ nie zwraca się w niej uwagi na samych twórców sztucznej inteligencji. Krytycy uważają, że duże zaangażowanie w tworzenie sztucznej inteligencji powinno mieć państwo, gdyż prywatnym międzynarodowym korporacjom, zajmującym się produkcją i oprogramowaniem robotów, nie zależy na kierowaniu się zasadami tej teorii.
Podkreśla się też, że zwolennicy teorii życzliwej sztucznej inteligencji definiują życzliwość w taki sposób że sztuczna inteligencja będzie w stanie zrozumieć to pojęcie, dopiero gdy stanie się samoświadoma. Nie podają przy tym zasad i kryteriów moralnych, jakimi powinna się ona kierować do czasu, aż to nastąpi.

## Prawa robotów w praktyce
Koreański rząd obecnie pracuje nad stworzeniem dokumentu regulującego prawa robotów. Również w Wielkiej Brytanii Sir David King, główny doradca naukowy rządu Jej Królewskiej Mości uważa, że gdy w przyszłości zostaną stworzone czujące roboty należy dać im te same prawa co ludziom. Opinia taka została wyrażona w dokumencie przygotowanym przez firmę konsultująca Outsights oraz zajmującą się badaniami opinii publicznej Ipsos Mori. Dokument dotyczy Wielkiej Brytanii w roku 2056, a jego autorzy stwierdzili, że do tego czasu roboty posiadające uczucia mogą być czymś powszechnym. W dokumencie czytamy, że jeśli kiedyś rzeczywiście powstanie SI, trzeba będzie przyznać wyposażonym w nią urządzeniom takie prawa i obowiązki jak ludziom. Roboty miałyby więc prawa wyborcze, płaciłyby podatki i służyły w wojsku. Jeśli przyznamy robotom wyposażonym w sztuczną inteligencję pełnię praw, to państwa będą zobowiązane do zapewnienia im wszelkich korzyści wynikających z przynależności do społeczeństwa, a więc prawa do pracy, zamieszkania oraz prawa do opieki zdrowotnej polegającej na ich naprawie.